# Willy Benz
Pour les articles homonymes, voir Benz.
Willy Benz, né le 6 juillet 1955 à Neuchâtel, est un astrophysicien théoricien suisse.

## Biographie
Docteur en astrophysique, spécialiste de la modélisation des systèmes planétaires, il est professeur à l'Institut de physique de l'Université de Berne dont il est également le directeur. À ce titre, il est également le directeur du pôle de recherche national (PRN) « PlanetS – Origine, évolution et caractérisation des planètes » aux côtés de Stéphane Udry (Département d'astronomie de l'Université de Genève) qui est le co-directeur du PRN. En particulier, Wiliy Benz dirige le projet 5 « Formation et évolution » du PRN PlanetS. De façon plus générale, Willy Benz est connu notamment pour avoir développé, avec son équipe, le modèle de formation planétaire connu sous le nom de « modèle de Berne ».
Au sein de l'Union astronomique internationale (UAI), il faisait jusqu'en 2012 partie de la division IV « Étoiles ». Depuis la restructuration des divisions de l'UAI en 2012, il fait partie de la division F « Systèmes planétaires et bioastronomie », de la division G « Étoiles et physique stellaire » ainsi que de la commission 35 de cette dernière « Constitution stellaire ». Il est président-élu de l'Union pour le triennat 2021-2024 puis président pour le triennat 2024-2027.
Il est membre correspondant de l'Académie de l'air et de l'espace depuis 2015.
Le 1er janvier 2018, il succédera à Patrick Roche (Université d'Oxford) au poste de président du Conseil de l'Observatoire européen austral. Élu pour un an, il sera rééligible deux fois,.